# ميثيل الزئبق
المركب الكيميائي ميثيل الزئبق هو مادة سامة للجهاز العصبي رمزه الكيميائي [CH3Hg]+. وهو أحد أشكال الزئبق الذي يمكنه التراكم بسهولة شديدة داخل الأنسجة في الكائنات الحية.
ميثيل الزئبق يكون من مجموعة ميثيل متصلة مع ذرة زئبق وحيدة، ويتم إنتاجه طبيعيا في البيئة بصورة أولية بعملية يطلق عليها (biomethylation). وهذه العملية تقوم بتحويل الزئبقِ اللاعضوي الثنائي التّكافؤِ (Hg(II إلى + CH3Hg، وتنفذ هذه العملية بواسطة بكتيريا مُخَفِّضةَ للكبريت والتي تعيش في بيئة ذات معدل ذوبان منخفض للأوكسجين، مثل مصبّ أو قاع بحيرة رسوبية. ميثيل الزئبق يمكن أَن تقلل مستوياته في البيئة، أمّا بتفاعلات التحلل الضوئي الذي يحدث بدون مساعدة البكتيريا أَو الكائنات الحية الأخرى، أَو بالبكتيريا وذلك خلال عمليات حيوية مختلفة.
تراكم ميثيل الزئبق لدى الأم الحامل قد يؤدي إلى إصابة الجنين بحالة ميكروسيفالي وأن الأطباء ما زالوا ينصحون السيدات الحوامل أو من يسعين للحمل بتجنب تناول بعض أنواع من الأسماك الغنية بالزئبق، مثل سمك القرش والبرش وسمكة أبوسيف والهلبوت والتلفيش، وجميعها من مجموعة الأسماك المفترسة.
اخطار ارتفاع نسبة الزئبق في جسم الإنسان..
1. التوحد
2. تلف في الخلايا العصبية
3. فقر دم
4. فشل كلوي حاد
5. تغيير في الشخصية
6. خمول وفقدان للشهية
7. ضعف في السمع والبصر
8. تجمع الزئبق في المبايض مما يحدث تغير في الجهاز التناسلي وبالتالي يسبب العقم
9. يلحق الضرر بالجنين ونمو الجهاز العصبي للطفل الصغير

من أشهر الحوادث التي وقعت نتيجة للإصابة بهذا المركب هي حادثة ميناماتا في اليابان التي ظهرت لأول مرة سنة 1956، والتي ذهب ضحيتها أكثر من 700 شخص توفوا أو أصيبو بإعاقة نتيجة لتناول أسماك ملوثة بميثيل الزئبق(Saha, 1972).